# Diagramma centurio
Diagramma centurio és una espècie de peix pertanyent a la família dels hemúlids.

## Descripció
- Pot arribar a fer 100 cm de llargària màxima.
- 9-10 espines i 21-25 radis tous a l'aleta dorsal i 7 radis tous a l'anal.[4][5]

## Hàbitat
És un peix marí, associat als esculls i de clima tropical que viu entre 3 i 50 m de fondària.

## Distribució geogràfica
Es troba a l'Índic occidental: des de Kenya fins a Durban, les illes Comores, Madagascar i les Seychelles.

## Ús comercial
La seua carn és de qualitat excel·lent.

## Observacions
És inofensiu per als humans.